# Hipnoza (zbiór reportaży)
Hipnoza – wydany po raz pierwszy w 1989 roku zbiór reportaży polskiej pisarki Hanny Krall podejmujących tematykę Holokaustu.
Zbiór składa się z 7 reportaży:
- Powieść dla Hollywoodu
- Hipnoza
- Syndrom ocalonych
- Listy do cadyka
- Narożny dom z wieżyczką
- Rozenfeld
- Tablice

Książka ukazała się po raz pierwszy w języku polskim nakładem wydawnictwa „Alfa” (Warszawa, 1989: ISBN 83-7001-325-2), a następnie w nakładem Wydawnictwa a5 (Kraków, 2002; ISBN 83-85568-54-9) oraz audiobooku (czyta Hanna Giza) nakładem wydawnictwa Audioteka.pl. W 1990 r. książka ukazała się także w języku niemieckim.